# Päpstlicher Rat für Gerechtigkeit und Frieden
Der Päpstliche Rat für Gerechtigkeit und Frieden (lat.: Pontificium Consilium de Iustitia et Pace) wurde auf Anregung des Zweiten Vaticanums am 6. Januar 1967 durch das Motu Proprio Catholicam Christi Ecclesiam Pauls VI. als Päpstliche Kommission Iustitia et Pax errichtet.
Mit dem Motu Proprio Iustitiam et Pacem vom 10. Dezember 1976 wurde die Kommission zum festen Dikasterium innerhalb der Kurie.
Unter Johannes Paul II. wurde die Kommission Iustitia et Pax durch die Apostolische Konstitution Pastor Bonus vom 28. Juni 1988 zum Päpstlichen Rat erhoben. Dieselbe Konstitution definierte die Aufgabe des Rates als „Im Licht der Gerechtigkeit und den sozialen Lehren der Kirche Gerechtigkeit und Frieden in der Welt zu fördern“.
Papst Franziskus verfügte am 17. August 2016 mit dem Motu Proprio Humanam progressionem die Auflösung des Rates zum 1. Januar 2017. Die bisherigen Zuständigkeiten des Rates wurden von diesem Zeitpunkt an vom neuerrichteten Dikasterium für die ganzheitliche Entwicklung des Menschen übernommen, dessen Leitung der Papst dem bisherigen Präsidenten Peter Kardinal Turkson übertrug.

## Präsidenten
- 1976–1984: Bernardin Kardinal Gantin
- 1984–1998: Roger Kardinal Etchegaray
- 1998–2002: François-Xavier Kardinal Nguyên Van Thuán
- 2002–2009: Renato Raffaele Kardinal Martino
- 2009–2016: Peter Kardinal Turkson

## Mitglieder (Stand bei Auflösung des Rates)
- Rubén Salazar Gómez
- Janne Haaland Matlary
- Renato Raffaele Martino
- Michele Pennisi
- Timothy Radcliffe
- Silvano Tomasi

## Publikation
Mit dem „Kompendium der Soziallehre der Kirche“ veröffentlichte der Rat 2006 eine Dokumentation der Christlichen Soziallehre und präsentierte deren Aktualität.